# Catocala elsa
Catocala elsa är en fjärilsart som beskrevs av William Beutenmüller 1918. Catocala elsa ingår i släktet Catocala och familjen nattflyn. Inga underarter finns listade i Catalogue of Life.